# Karsten och Petra
Karsten och Petra, även Kasper och Petra, (norska: Karsten og Petra) är en bokserie skriven av Tor Åge Bringsværd, illustrerad av Anne G. Holt och utgiven på Cappelen Damm.
2013 filmatiserades böckerna och första filmen var Karsten och Petra blir bästa vänner med Nora Amundsen och Elias Søvold-Simonsen i huvudrollerna. Sedan 2018 har det producerats sju filmer och två TV-serier. Det har även satts upp en teaterpjäs på böckerna.

## Böcker
| Nr | Titel                             | Författare         | Illustratör  | Utgiven           | ISBN               |
| -- | --------------------------------- | ------------------ | ------------ | ----------------- | ------------------ |
| 01 | Karsten får ikke sove             | Tor Åge Bringsværd | Anne G. Holt | 20 oktober 1992   | ISBN 9788202131845 |
| 02 | Petra begynner i barnehaven       | Tor Åge Bringsværd | Anne G. Holt | 20 oktober 1992   | ISBN 9788202131852 |
| 03 | Karsten og Petra er bestevenner   | Tor Åge Bringsværd | Anne G. Holt | 20 oktober 1992   | ISBN 9788202131869 |
| 04 | Karsten hjelper pappa             | Tor Åge Bringsværd | Anne G. Holt | 1 oktober 1993    | ISBN 9788202139544 |
| 05 | Petra vil bli dyrlege             | Tor Åge Bringsværd | Anne G. Holt | 1 oktober 1993    | ISBN 9788202139551 |
| 06 | Karsten og Petra har Lucia-fest   | Tor Åge Bringsværd | Anne G. Holt | 1 oktober 1993    | ISBN 9788202139568 |
| 07 | Karsten har bursdag               | Tor Åge Bringsværd | Anne G. Holt | 2 september 1994  | ISBN 9788202143848 |
| 08 | Petra får besøk                   | Tor Åge Bringsværd | Anne G. Holt | 2 september 1994  | ISBN 9788202143855 |
| 09 | Karsten og Petra kjører brannbil  | Tor Åge Bringsværd | Anne G. Holt | 2 september 1994  | ISBN 9788202143862 |
| 10 | Karsten drar på Syden-ferie       | Tor Åge Bringsværd | Anne G. Holt | 26 september 1995 | ISBN 9788202152581 |
| 11 | Petra og morfar                   | Tor Åge Bringsværd | Anne G. Holt | 26 september 1995 | ISBN 9788202152598 |
| 12 | Karsten og Petra på teater        | Tor Åge Bringsværd | Anne G. Holt | 26 september 1995 | ISBN 9788202152604 |
| 13 | Karsten må på sykehus             | Tor Åge Bringsværd | Anne G. Holt | 26 september 1996 | ISBN 9788202158224 |
| 14 | Petra vil at alle skal ha en venn | Tor Åge Bringsværd | Anne G. Holt | 26 september 1996 | ISBN 9788202158231 |
| 15 | Karsten og Petra på bondegård     | Tor Åge Bringsværd | Anne G. Holt | 26 september 1996 | ISBN 9788202158255 |
| 16 | Karsten og Petras trøstebok       | Tor Åge Bringsværd | Anne G. Holt | 16 september 1999 | ISBN 9788202183165 |
| 17 | Karsten og Petras julebok         | Tor Åge Bringsværd | Anne G. Holt | 16 oktober 2000   | ISBN 9788202203856 |
| 18 | Karsten liker å danse             | Tor Åge Bringsværd | Anne G. Holt | 2 oktober 2001    | ISBN 9788202211097 |
| 19 | Petra får en hund                 | Tor Åge Bringsværd | Anne G. Holt | 2 oktober 2001    | ISBN 9788202211103 |
| 20 | Karsten og Petras bursdagsbok     | Tor Åge Bringsværd | Anne G. Holt | 2 oktober 2002    | ISBN 9788202221539 |
| 21 | Karsten og Petra hilser på kongen | Tor Åge Bringsværd | Anne G. Holt | 14 april 2004     | ISBN 9788202234515 |
| 22 | Karsten og Petras ABC             | Tor Åge Bringsværd | Anne G. Holt | 25 maj 2005       | ISBN 9788202243654 |
| 23 | Karsten og Petra får sykkel       | Tor Åge Bringsværd | Anne G. Holt | 18 maj 2006       | ISBN 9788202259846 |
| 24 | Karsten og Petra går på skøyter   | Tor Åge Bringsværd | Anne G. Holt | 3 oktober 2008    | ISBN 9788202277697 |
| 25 | Karsten og Petra på skiskole      | Tor Åge Bringsværd | Anne G. Holt | 9 oktober 2008    | ISBN 9788202285654 |
| 26 | Karsten og Petra på biblioteket   | Tor Åge Bringsværd | Anne G. Holt | 13 mars 2011      | ISBN 9788202346539 |
| 27 | Karsten og Petra kler seg ut      | Tor Åge Bringsværd | Anne G. Holt | 31 mars 2011      | ISBN 9788202346546 |

Utöver de ovannämnda böckerna i listan har det också getts ut några samlingsböcker. En del av böckerna har även getts ut som ljudbok i CD- eller MP3-format.

## I andra medier

### TV-serier
- 2004: Karsten och Petra (Karsten + Petra, 13 avsnitt, NRK)
- 2013: Karsten och Petra (Karsten og Petra, 33 avsnitt, 2 säsonger, NRK)

### Filmer
| Utgivningsdatum  | Namn                                | Originalnamn                               |
| ---------------- | ----------------------------------- | ------------------------------------------ |
| 15 februari 2013 | Karsten och Petra blir bästa vänner | Karsten og Petra blir bestevenner          |
| 21 januari 2014  | Karsten och Petra på vinterlov      | Karsten og Petra på vinterferie            |
| 7 november 2014  | Karsten och Petras fantastiska jul  | Karsten og Petras vidunderlige jul         |
| 23 oktober 2015  | Karsten och Petra på safari         | Karsten og Petra på safari                 |
| 10 mars 2017     | Karsten och Petra på fjällvandring  | Karsten og Petra ut på tur                 |
| 27 oktober 2017  | Karsten och Petra gör teater        | Karsten og Petra lager teater              |
| 10 augusti 2018  | Karsten och Petra på skattjakt      | Karsten og Petra på skattejakt             |
| kommande         |                                     | Karsten og Petra - Gullringen fra Atlantis |